# Jackson-netwerk
In de wachtrijtheorie is een Jackson-netwerk een type netwerk van wachtrijsystemen. Het is genoemd naar James R. Jackson, die ze definieerde en verder bestudeerde. Uit de stelling van Jackson blijkt dat bij dit type netwerken de knopen van het netwerk in normale omstandigheden afzonderlijk geanalyseerd kunnen worden, wat dit type netwerken belangrijk maakt in de studie van wachtrijen.
Een Jackson-netwerk is een netwerk van wachtrijsystemen, dit betekent dat de uitgang van een wachrijsysteem gevoed kan worden aan de ingang van een ander wachtrijsysteem. Bovendien voldoet een Jackson-netwerk dat {\displaystyle N} willekeurig verbonden knopen bezit aan volgende voorwaarden:
- Elke knoop {\displaystyle i} bezit {\displaystyle m_{i}} identieke maar onafhankelijke servers, die een exponentiële bedieningstijd bezitten, met verwerkingscapaciteit {\displaystyle \mu _{i}}, en die beschikken over een oneindige opslagcapaciteit.
- In elke knoop {\displaystyle i} van het netwerk kunnen klanten van buiten het netwerk aankomen volgens een poissonproces met parameter {\displaystyle \gamma _{i}}. De aankomstprocessen van de verschillende knopen zijn onafhankelijk van elkaar.
- De routering in een netwerk gebeurt volgens het toeval. Dit betekent dat een klant die in knoop {\displaystyle i} is bediend, ogenblikkelijk naar knoop {\displaystyle j} gaat met een waarschijnlijkheid {\displaystyle r_{ij}}, of het netwerk verlaat met een waarschijnlijkheid {\displaystyle 1-\sum _{j=1}^{N}r_{ij}}.

Voor netwerken die aan deze definitie voldoen, volgt direct dat {\displaystyle \lambda _{i}}, de totale gemiddelde aankomstintensiteit in knoop {\displaystyle i}, voldoet aan:
{\displaystyle \lambda _{i}=\gamma _{i}+\sum _{j=1}^{N}\lambda _{j}r_{ij},\qquad 1\leq i\leq N}
Deze vergelijkingen leveren een stelsel trafiekvergelijkingen, die opgesteld en onderzocht kunnen worden, ook zpnder dat men weet of het netwerk al dan niet een stochastisch regime bezit. Als dit stelsel een unieke oplossing bezit, maakt de stelling van Jackson het in veel gevallen mogelijk de toestand van het systeem gemakkelijker te analyseren.